# Neuafrika
Neuafrika ist ein Weiler der Ortsgemeinde Kruchten im Eifelkreis Bitburg-Prüm in Rheinland-Pfalz.

## Geographische Lage
Neuafrika liegt rund 300 m südöstlich des Hauptortes Kruchten auf einer Hochebene. Der Weiler ist von umfangreichen landwirtschaftlichen Nutzflächen und einem großen Waldgebiet im Süden umgeben. Am nördlichen Ende der Siedlung fließt der Lammischbach und südlich von Neuafrika der Rohrbach.

## Geschichte
Diverse Funde aus der Frühzeit lassen auf eine frühe Besiedelung des Areals um den heutigen Weiler Neuafrika schließen. Der erste bekannte Fund, eine graubraune Scherbe, stammt vermutlich aus der Eisenzeit.
Besser belegt sind mehrere römische Streufunde östlich des Weilers sowie einige künstlich angelegte Hügel und Mardelle. Weiter westlich von Neuafrika wurden im Laufe des 20. Jahrhunderts vermehrt römische Brandgräber durch die Landwirtschaft zerstört. Überliefert ist die Öffnung eines Steinplattengrabes mit mehreren Funden: Man entdeckte einen Ring mit der Darstellung des Merkur, einen Dreihenkelkrug, zwei Becher, eine Münze des Vitellius und eine Fibel. Ferner wurden auch Gräber in Aschenkisten gefunden.
Der Weiler selbst ist nach der Mitte des 19. Jahrhunderts aus einem Einzelhof heraus entstanden.

## Naherholung
In der Nähe von Neuafrika verläuft der Wanderweg 51 des Naturpark Südeifel. Es handelt sich um einen rund 14 km langen Rundwanderweg, der die Orte Kruchten, Hommerdingen und Freilingen verbindet. Der Wanderweg verläuft unter anderem auch durch das große Waldgebiet Nusbaumer-Hardt. Dieses ist als Erholungsgebiet bekannt und beinhaltet weitere Wanderrouten mit ähnlich langen Strecken.

## Verkehr
Es existiert eine regelmäßige Busverbindung.
Neuafrika ist durch die Kreisstraße 1 erschlossen und liegt zwischen den Landesstraßen 2 und 3 im Westen bzw. Osten.